# Гибралтар (аэропорт)
Международный аэропорт Гибралтар (англ. Gibraltar International Airport (ИАТА: GIB, ИКАО: LXGB)) расположен у подножия Гибралтарской скалы. Владельцем аэропорта является Министерство обороны Великобритании, использующее аэропорт для военных нужд. Также осуществляются и рейсы гражданской авиации — в Великобританию и Испанию. 
Аэропорт имеет одну асфальтовую взлётно-посадочную полосу длиной 1778 м и расположен всего в 500 м от центра города.
В 2004 году аэропорт перевёз 314 375 пассажиров и 380 т груза.
Аэропорт Гибралтара — один из немногих аэропортов в мире, где взлётно-посадочную полосу пересекает автомобильная дорога. Для решения проблемы рассматривались варианты строительства тоннеля под ВПП или объездной дороги. В итоге остановились на втором варианте, объездная дорога — в процессе строительства.